# Sound Transit
La Sound Transit è il nome comune per indicare la Central Puget Sound Regional Transit Authority (Autorità regionale per i trasporti nello Stretto di Puget) nello stato di Washington a partire dal 19 settembre del 1999. È stata creata nel 1996 dalle contee di Snohomish, King e Pierce. Opera attraverso gli autobus urbani, extraurbani, ferrovia e metropolitana leggera nella regione e progetta il supporto e l'espansione di questi servizi.

## Autobus
La flotta degli autobus urbani della Sound Transit viene gestita dalle comunità locali come la Community Transit, King County Metro e Pierce Transit.  Il sistema di pullman extraurbani collega invece le città di tutte e tre le contee: Seattle, Redmond, Issaquah, Lakewood, Bellevue, Auburn, Federal Way, Gig Harbor, Everett e Tacoma.

## Metropolitana leggera

### Linee attive
l sistema di metropolitana leggera della Sound Transit è composto da una linea di 2.6 km a Tacoma chiamata Tacoma Link ed una linea di 23.5 km a Seattle, Tukwila e l'Aeroporto Internazionale di Seattle-Tacoma chiamata Central Link.
Il Tacoma Link collega il Theater District, il Convention Center, l'Union Station (una ex stazione ferroviaria adibita a tribunale federale), e l'area del Tacoma Dome.
Il Central Link corre sotto Downtown Seattle fino all'aeroporto. The initial section opened on July 18, 2009. Il primo tratto corre sotto la zona di SoDo, Beacon Hill, Rainier Valley e Tukwila. Il 19 dicembre del 2009 la linea è stata estesa fino all'aeroporto.

### In costruzione
L'University Link è una estensione di 5.6 km del sistema Link Light Rail attualmente in costruzione. Il cantiere di costruzione è stato inaugurato il 6 marzo del 2009, il completamento è previsto per il 2016. La linea sarà sotterranea per il suo intero tracciato, collegherà Downtown Seattle all'University of Washington attraverso Capitol Hill. Il costo per l'estensione è di $1.5 miliardi, metà dei quali provenienti da un prestito dell'amministrazione federale per i trasporti (FTA).

## Ferrovia
La Sound Transit gestisce il Sounder Commuter Rail, una ferrovia tra Everett e Seattle, ed una ferrovia tra Seattle e Tacoma. È in programma l'estensione del servizio fino a South Tacoma ed a Lakewood entro il 2012.
Le attuali stazioni ferroviarie sono: Everett Station, Edmonds Station, Mukilteo Station, King Street Station, Tukwila Station, Kent Station, Auburn Station, Sumner Station, Puyallup Station, Tacoma Dome Station, South Tacoma (fermata degli autobus attiva dal 2008, fermata ferroviaria dal 2012) e Lakewood Station (fermata degli autobus attiva dal 2008, fermata ferroviaria dal 2012).

## Sound Transit 2

### Elezioni del 2007
Il Sound Transit 2 (ST2) era parte del progetto di sviluppo dei trasporti regionali presentato agli elettori delle contee di Snohomish, King e Pierce il 6 novembre del 2007. Sound Transit 2 conteneva un grosso numero di cambiamenti e miglioramenti per il trasporto pubblico.  Questi cambiamenti includevano quasi 80 km di nuove linee di metropolitana leggera, quattro nuovi parcheggi d'interscambio, due nuove stazioni, una linea tranviaria che collegava First Hill, Capitol Hill ed l'International District si Seattle, un puto d'interscambio a Bothell, e due studi d'espansione, uno sul trasporto di massa attraverso il ponte galleggiante della State Route 520 e l'altro il reutilizzo della vecchia Woodinville Subdivision, in disuso, tra Renton e Woodinville. La proposta venne bocciata dagli elettori.

### Elezioni del 2008
La commissione per i trasporti dello Stretto di Puget il 24 luglio del 2008 votò la ripresentazione del progetto Sound Transit 2 agli elettori. GLi elettori votarono il piano con grande consenso il 4 novembre del 2008. Il progetto prevede investimenti per $17.8 miliardi in oltre 15 anni, i fondi derivano da un aumento del 5/10% nelle tasse regionali sulla vendita che ha raddoppiato le entrate della Sound Transit. Il Central Link sarà esteso dall'attuale capolinea Nord fino all'Husky Stadium a Nord di Lynnwood. Verso Sud, la linea continuerà dall'aeroporto fino al limite Nord di Federal Way. Il proposto East Link partirà da Downtown Seattle e terminerà ad Overlake attraverso Bellevue. Una linea tranviaria a First Hill è in progetto dalla stazione Capitol Hill del Central Link fino al capolinea di Jackson Street della vecchia linea tranviaria. In totale, 57 nuovi chilometri di metropolitana leggera sono stati approvati in questa votazione.
Il sistema ferroviario Sounder Commuter Rail riceverà treni di dimensioni maggiori e con maggiore frequenza, un aumento del servizio stimato intorno al 30%. Il servizio di autobus verrà immediatamente potenziato (incremento del servizio stimato del 17%; 25 nuovi mezzi) e l'Highway 520 sarà servita da una linea di pullman extraurbani. Una nuova linea ferroviaria andrà dalla zona Nord di Renton a Snohomish se verranno trovati fondi aggiuntivi.

## Flotta
| Ferrovia                                   | Ferrovia                     | Ferrovia                                                       | Ferrovia  | Ferrovia                      | Ferrovia                                      | Ferrovia                                        | Ferrovia  | Ferrovia    |
|                                            | Produttore                   | Modello                                                        | Lunghezza | Passeggeri                    | Entrata in esercizio                          | Stato                                           | Quantità  | Codice      |
| ------------------------------------------ | ---------------------------- | -------------------------------------------------------------- | --------- | ----------------------------- | --------------------------------------------- | ----------------------------------------------- | --------- | ----------- |
|                                            | EMD                          | F59PHI, 3000 cavalli                                           | 58'-7"    | ND                            | 1999                                          | in servizio                                     | 11        | 901-911     |
| 2000                                       | EMD                          | F59PHI, 3000 cavalli                                           | 58'-7"    | ND                            | in servizio                                   |                                                 | 11        | 901-911     |
| 2001                                       | EMD                          | F59PHI, 3000 cavalli                                           | 58'-7"    | ND                            | in servizio                                   |                                                 | 11        | 901-911     |
|                                            | Bombardier                   | Bombardier BiLevel Coach Cab Car                               | 85'       | 136 (seduti)                  | 1999                                          | in servizio                                     | 18        | 101 - 118   |
| 2000                                       | Bombardier                   | Bombardier BiLevel Coach Cab Car                               | 85'       | 136 (seduti)                  | in servizio                                   |                                                 | 18        | 101 - 118   |
| 2001                                       | Bombardier                   | Bombardier BiLevel Coach Cab Car                               | 85'       | 136 (seduti)                  | in servizio                                   |                                                 | 18        | 101 - 118   |
|                                            | Bombardier                   | Bombardier BiLevel Coach                                       | 85'       | 140 (seduti)                  | 1999                                          | in servizio                                     | 40        | 201 - 240   |
| 2000                                       | Bombardier                   | Bombardier BiLevel Coach                                       | 85'       | 140 (seduti)                  | in servizio                                   |                                                 | 40        | 201 - 240   |
| 2001                                       | Bombardier                   | Bombardier BiLevel Coach                                       | 85'       | 140 (seduti)                  | in servizio                                   |                                                 | 40        | 201 - 240   |
| Metropolitana leggera                      |                              |                                                                |           |                               |                                               |                                                 |           |             |
|                                            | Kinki Sharyo                 | Mitsui 1500V-DC trazione elettrica                             | 95'       | 200 (74/126)                  | 2007                                          | in servizio                                     | 35        | 101-135     |
| 2011                                       | Kinki Sharyo                 | Mitsui 1500V-DC trazione elettrica                             | 95'       | 200 (74/126)                  | parzialmente in servizio, consegnati, in test | 27                                              | 136-162   |             |
|                                            | Škoda                        | 750V-DC trazione elettrica                                     | 66'       | 56 (30/26)                    | 2001                                          | in servizio                                     | 3         | 1001-1003   |
| Autobus                                    |                              |                                                                |           |                               |                                               |                                                 |           |             |
|                                            | Produttore                   | Motore                                                         | Lunghezza | Passenggeri (seduti/in piedi) | Entrata in esercizio                          | Stato                                           | Quantità  | Codice      |
|                                            | Gillig Hybrid                |                                                                | 40'       | 37                            | 2012                                          | ordinati, consegne previste nel luglio del 2012 | 24        |             |
|                                            | New Flyer D60LFR             |                                                                | 60'       | 56                            | 2010                                          | in servizio                                     | 12        | 9553C-9565C |
| 2011                                       | New Flyer D60LFR             | ordinati ed iniziate le consegne, 9566C-9582C sono in servizio | 60'       | 56                            | 24                                            | 10                                              |           |             |
|                                            | New Flyer DE60LFR            |                                                                | 60'       |                               | 2010                                          | in servizio                                     | 11        | 9637-9647   |
|                                            | New Flyer DE60LF             | CAT C9 /GM ibrido                                              | 60'       | 57 (seduti)                   | 2005                                          | in servizio                                     | 22        | 9600-9621   |
| 2008                                       | New Flyer DE60LF             | CAT C9 /GM ibrido                                              | 60'       | 57 (seduti)                   | 2                                             | in servizio                                     | 9622-9623 |             |
| 2009                                       | New Flyer DE60LF             | CAT C9 /GM ibrido                                              | 60'       | 57 (seduti)                   | in servizio                                   | 13                                              | 9624-9636 |             |
|                                            | New Flyer D60LF              | Detroit Diesel serie 50                                        | 60.7'     | 60 (seduti)                   | 1999                                          | in servizio                                     | 25        | 9500-9524   |
| Detroit Diesel serie 50                    | New Flyer D60LF              | 2000                                                           | 60.7'     | 60 (seduti)                   | 12                                            | in servizio                                     | 9525-9536 |             |
| CAT (Caterpillar) C9                       | New Flyer D60LF              | 2004                                                           | 60.7'     | 60 (seduti)                   | 16                                            | in servizio                                     | 9537-9552 |             |
|                                            | New Flyer DE40LF             | Cummins ISL                                                    | 40'       | 37 (seduti)                   | 2003                                          | in servizio                                     | 1         | 9200        |
|                                            | New Flyer C40LF              | Cummins ISL C-Gas+ 250/280 HP?                                 | 40.8'     | 39 (seduti)                   | 2001                                          | in servizio                                     | 20        | 9400-9419   |
|                                            | Gillig PHANTOM               | Cummins ISM                                                    | 40'       | 45 (seduti)                   | 1999                                          | in servizio                                     | 122       | 9000-9069   |
| Cummins ISM                                | Gillig PHANTOM               | 2001                                                           | 40'       | 45 (seduti)                   | 9070-9089                                     | in servizio                                     | 122       |             |
| Cummins ISL                                | Gillig PHANTOM               | 2005                                                           | 40'       | 45 (seduti)                   | 9090-9091                                     | in servizio                                     | 122       |             |
| Cummins ISL                                | Gillig PHANTOM               | 2008                                                           | 40'       | 45 (seduti)                   | 9092-9121                                     | in servizio                                     | 122       |             |
|                                            | Motor Coach Industries D4500 | Detroit Diesel serie 60                                        | 45'       | 60 (seduti)                   | 2005                                          | in servizio                                     | 13        | 9700-9712   |
| 2007                                       | Motor Coach Industries D4500 | Detroit Diesel serie 60                                        | 45'       | 60 (seduti)                   | 7                                             | in servizio                                     | 9713-9719 |             |
| 2010                                       | Motor Coach Industries D4500 | Detroit Diesel serie 60                                        | 45'       | 60 (seduti)                   | in servizio                                   | 3                                               | 9720-9722 |             |
|                                            | Orion V                      | Cummins L10 260G                                               | 40'       | 45 (seduti)                   | 1994                                          | Ritirati nel 2008; tutti venduti tramite asta   | 27        | 800-827     |
| 1995                                       | Orion V                      | Cummins L10 260G                                               | 40'       | 45 (seduti)                   | 2                                             | Ritirati nel 2008; tutti venduti tramite asta   |           | 800-827     |
| Mezzi non dedicati al trasporto passeggeri |                              |                                                                |           |                               |                                               |                                                 |           |             |
|                                            | Modello                      | Motore                                                         | Lunghezza | Passeggeri                    | Entrata in esercizio                          | Stato                                           | Quantità  | Codice      |
|                                            | Ford Crown Victoria          | Ford                                                           |           | ND                            |                                               | in servizio                                     |           |             |
|                                            | Toyota Prius                 | Toyota                                                         |           | ND                            |                                               | in servizio                                     |           |             |

## Polizia
La Sound Transit ha un accordo con l'ufficio dello sceriffo per la Contea di King per servizii di polizia. Gli agenti assegnati alla Sound Transit indossano uniforme con il logo della Sound Transit e guidano auto anch'esse marchiate. Nel 2010 sono presenti un capo, un capitano, cinque sergenti, quattro detective e 23 agenti semplici assegnati a tempo pieno alla Sound Transit.
Gli ufficiali della Sound Transit controllano treni, stazioni, autobus e fermate nella contea di King.